# Anikita Repnin
Anikita Ivanovitj Repnin (ryska: Аникита Иванович Репнин), född 1668, död 3 juli 1726 i Riga, var en rysk generalfältmarskalk och furste.

## Biografi
Repnin föddes 1668. Hans far, fursten Ivan Borisovitj Repnin, var chef för den sibiriska prikazen. När Anikita Repnin fyllde 16 år, togs han till den elvaårige Peter I som spalnik (kammarpage) (1683). Tsaren befordrade honom 1685 till ryttmästare av lekkamratsbataljonen och två år senare till överstelöjtnant. Under streltsernas uppror 1689 var Repnin med Peter i Troitskijklostret och 1695–1696 deltog i tsarens fälttåg mot Azov. 1698 befordrades han till general. 
I början av Stora nordiska kriget reste han till Novgorod för att rekrytera nya trupper. Samtidigt blev han utnämnd till Novgorods guvernör. I mars 1701 på grund av avtalet med den polske kungen August II skickades Repnin med 19 infanteriregementen till Livland för att förstärka fältmarskalken Steinaus armé. Efter nederlaget som Steinau led mot Karl XII vid Riga förde Repnin sin här över Druja och Opotjka till Pskov och förenade den med generalfältmarskalken Sjeremetevs armé.
Sedermera deltog han i Nöteborgs (1702), Nyenskans (1703) och Narvas (1704) erövringar och från slutet av 1704 till 1707 förde han småkrig mot svenskar i Baltikum och Vitryssland. 
I slaget vid Holowczyn (1708) förde Repnin befäl över ryska trupper på vänsterflanken. Svenskarna drev bort hans division, som retirerade i oordning till en skog. Han lyckades stoppa sina trupper och återuppta striden men när patronerna tagit slut blev han tvungen att fortsätta reträtten.  
Peter den store var missnöjd med Repnins agerande i slaget, och därför ställde han generalen inför krigsrätt, där han blev degraderad till menig soldat. Som menig soldat utmärkte han sig under slaget vid Lesnaja (1708). Peter den store befordrade direkt på slagfältet fursten Michail Golitsin, som kommenderat centern, till generallöjtnant. Denne lär ha bett tsaren förlåta Repnin och snart återfick den 40-årige krigare sin gamla grad.
Under slaget vid Poltava (1709) kommenderade Repnin centern som bestod av tolv infanteriregementen. För sin insats i segern dekorerades han med S:t Andreasorden. Sedermera deltog han i krigsoperationer i Livland och var den förste som den 4 juli 1711 gick in i det kapitulerade Riga. För sina förtjänster blev han utnämnd till Rigas generalguvernör.
Efter rysk-turkiska krigets utbrott (1710) fick han order att förena sin division med greven Sjeremetevs armé. Under Prutkampanjen (1711) kommenderade han förtruppen.
1712–1713 befann Repnin sig med den ryska armén i Pommern där han bland annat deltog i Stettins belägringar (1712, 1713). År 1716 var han i Köpenhamn för att delta i den planerade landstigningen i Skåne. Åren 1717–1718 tillbringade han i Polen. I januari 1724 utsågs han till president i Krigskollegiet och i maj 1725 befordrades till generalfältmarskalk.